# Władysław Podkowiński
Władysław Podkowiński (Varsavia, 4 febbraio 1866 – Varsavia, 5 gennaio 1895) è stato un pittore e illustratore polacco.

## Biografia
Podkowiński nacque a Varsavia e iniziò la sua formazione artistica presso la scuola di disegno di Wojciech Gerson e presso l'Accademia di belle arti di Varsavia, dove studiò nel 1880-1884. Dopo la laurea, Podkowinski iniziò a contribuire in molte riviste d'arte a Varsavia. Nel 1885, fece un viaggio, insieme a Józef Pankiewicz, e studiò presso l'Accademia russa di belle arti nel 1885-1886. Tornato da San Pietroburgo nel 1886, Podkowiński ottenne un posto come illustratore per la rivista Tygodnik Ilustrowany.
I suoi primi dipinti ad acquerelli e olio sono stati prodotti verso il 1800 (???), ma Podkowiński li considerava come dipinti privati. Questi primi dipinti sono stati influenzati principalmente da Aleksander Gierymski. Ha adottato la pittura come professione dopo un viaggio a Parigi nel 1889, dove fu profondamente influenzato dai pittori impressionisti francesi tra cui Claude Monet. Podkowiński fu poi accreditato per aver portato il movimento impressionista in Polonia. Morì a Varsavia all'età di 28 anni a causa della tubercolosi.

## Galleria d'immagini

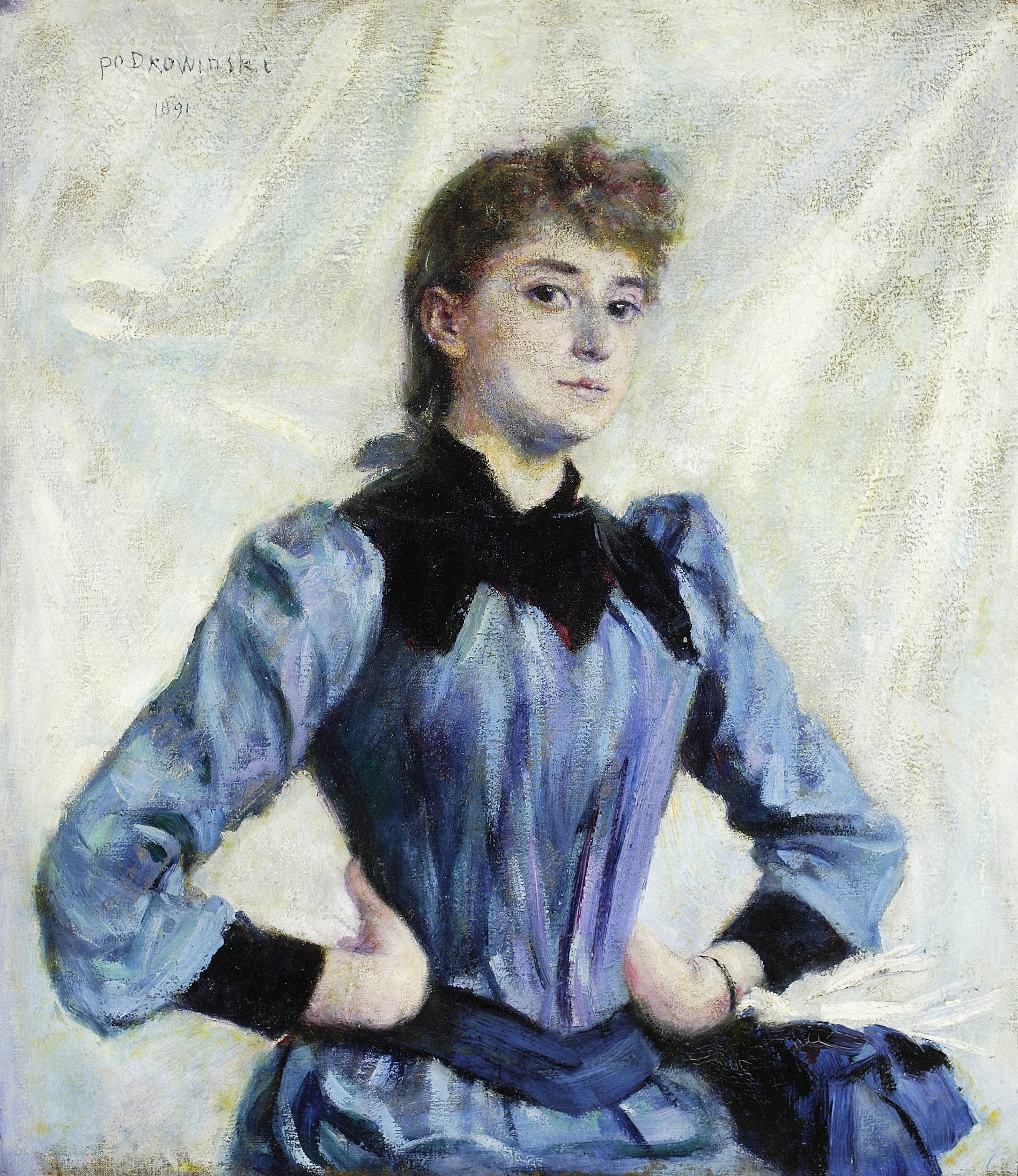
Studio di una bionda, Museo nazionale di Varsavia
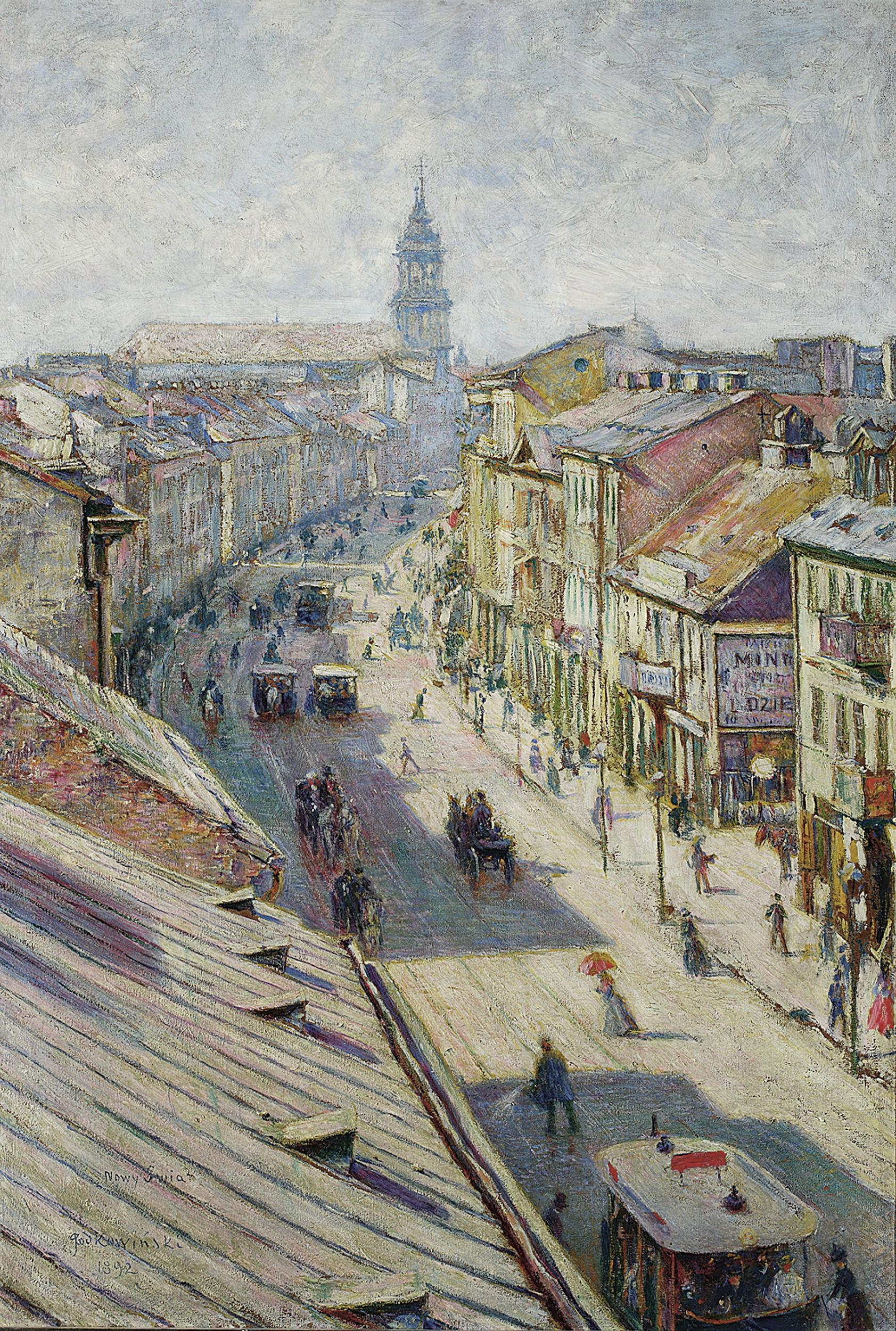
Nowy Świat in una giornata estiva, Museo nazionale di Varsavia
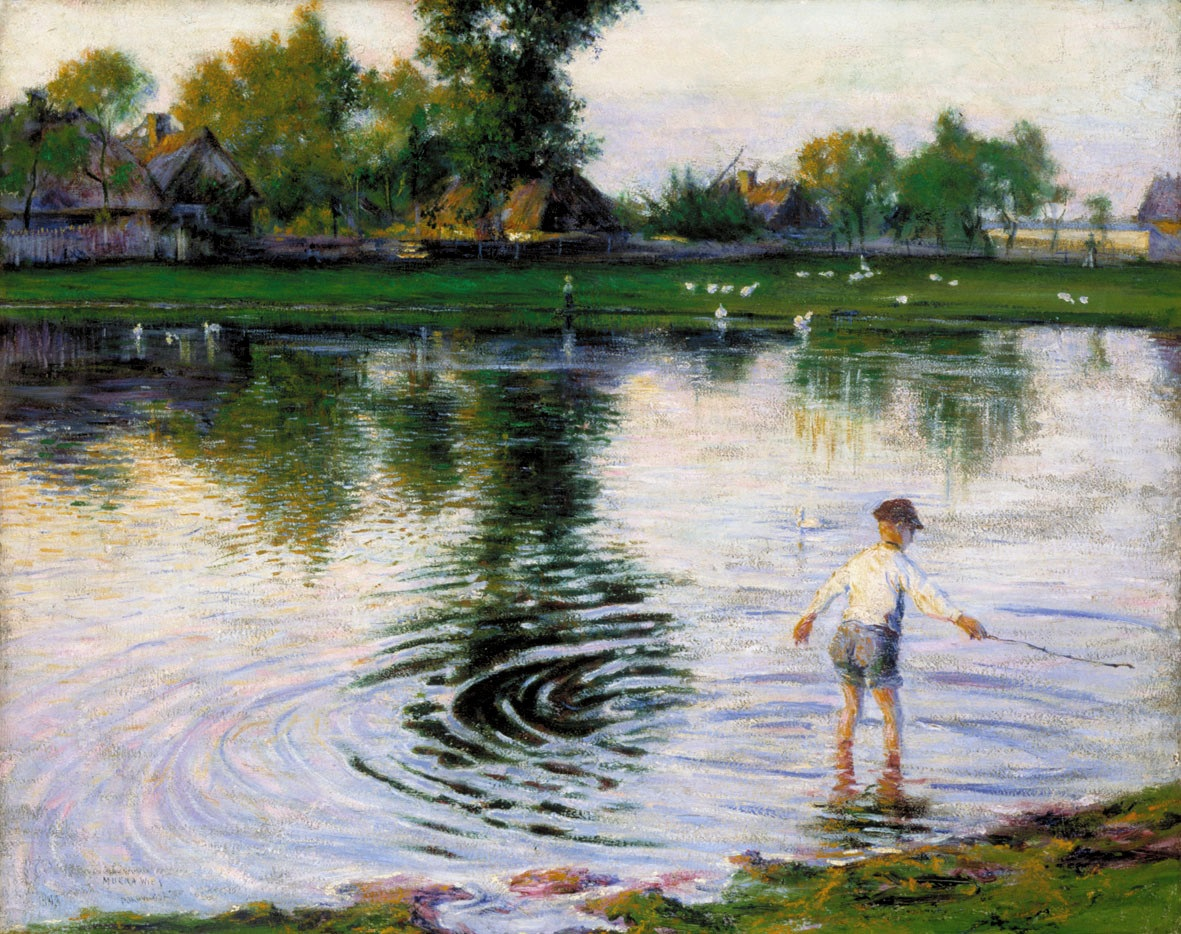
Villaggio vicino all'acqua, Museo nazionale di Poznań
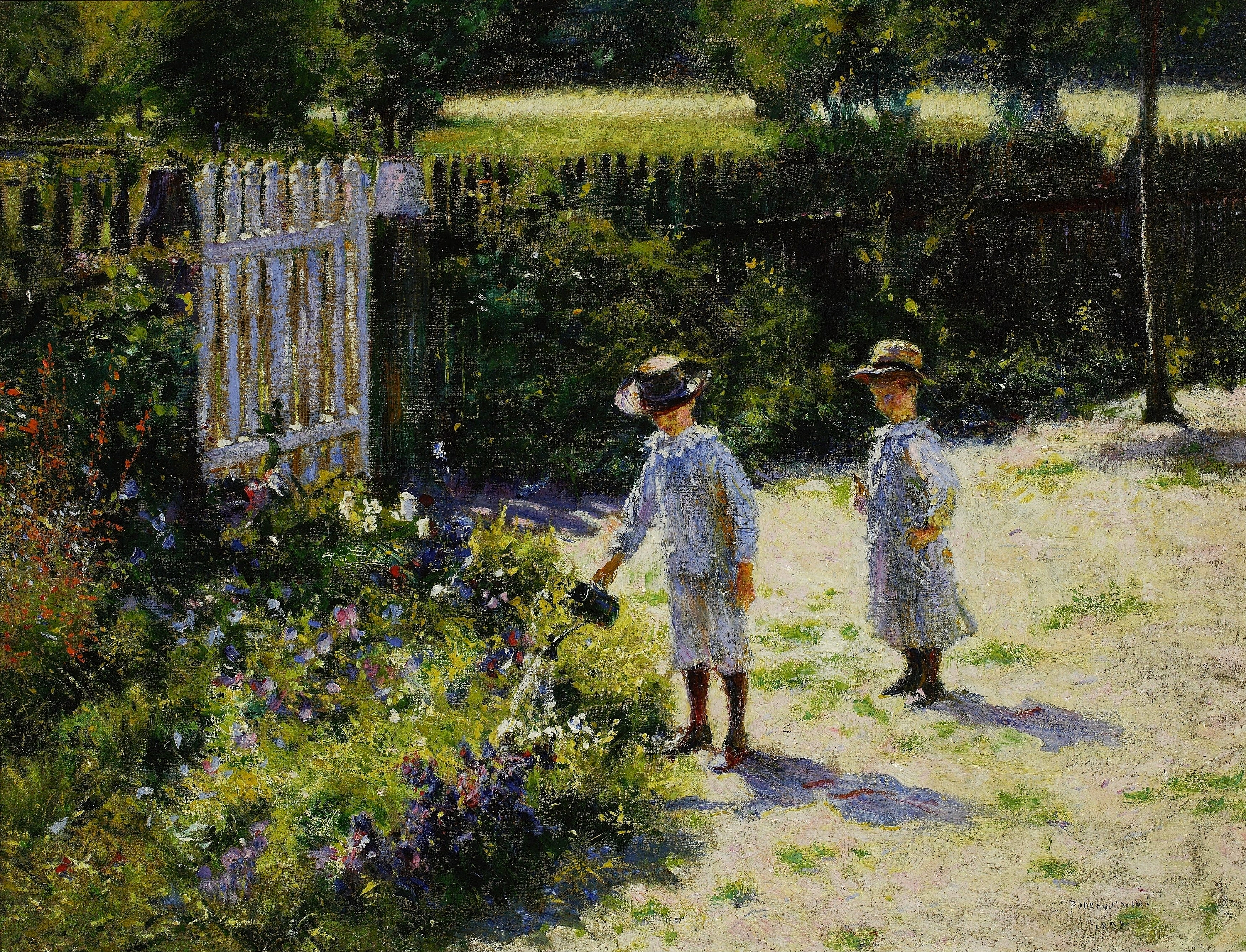
Bambini nel giardino, Museo nazionale di Varsavia
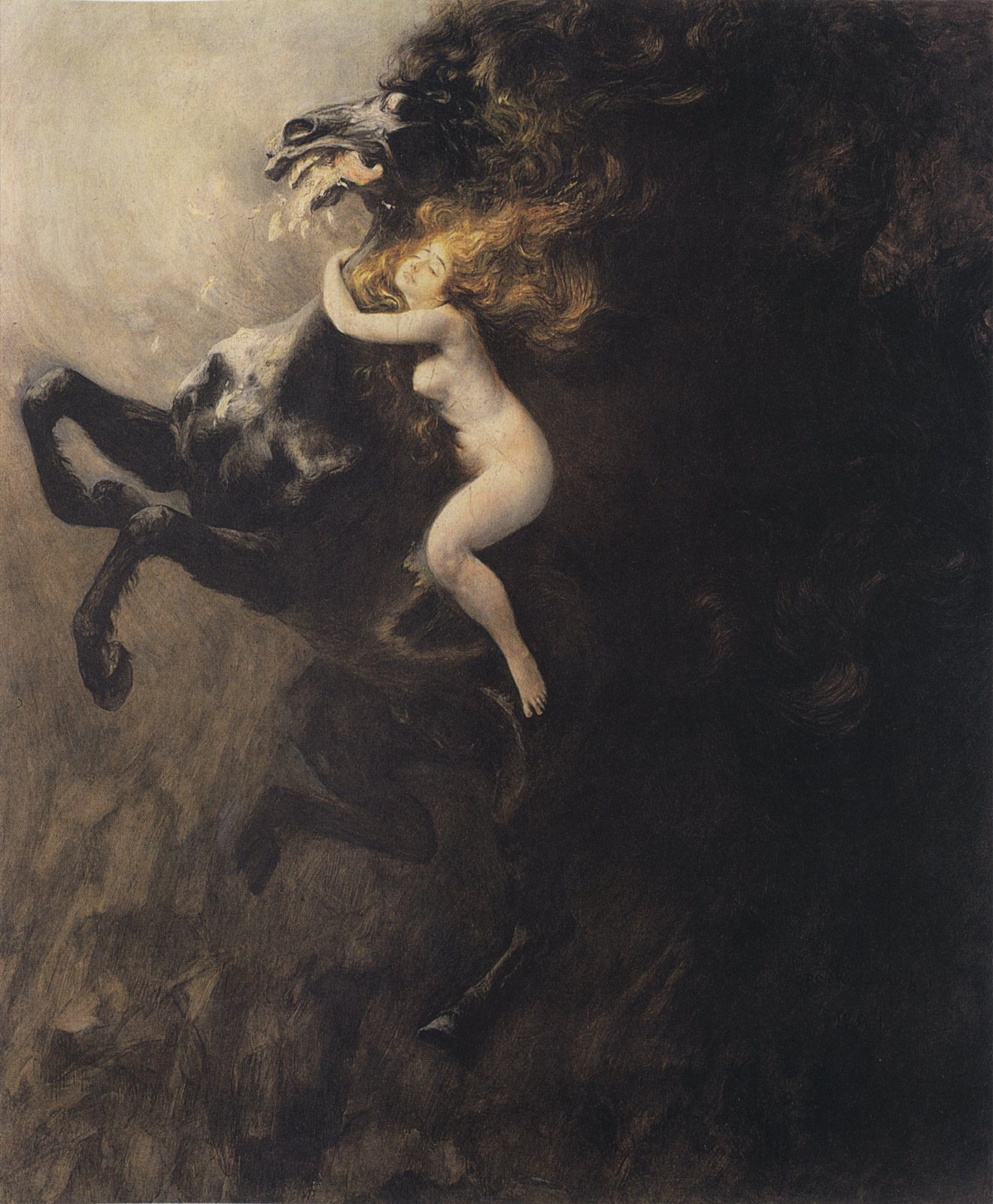
Frenzy, Museo nazionale di Cracovia
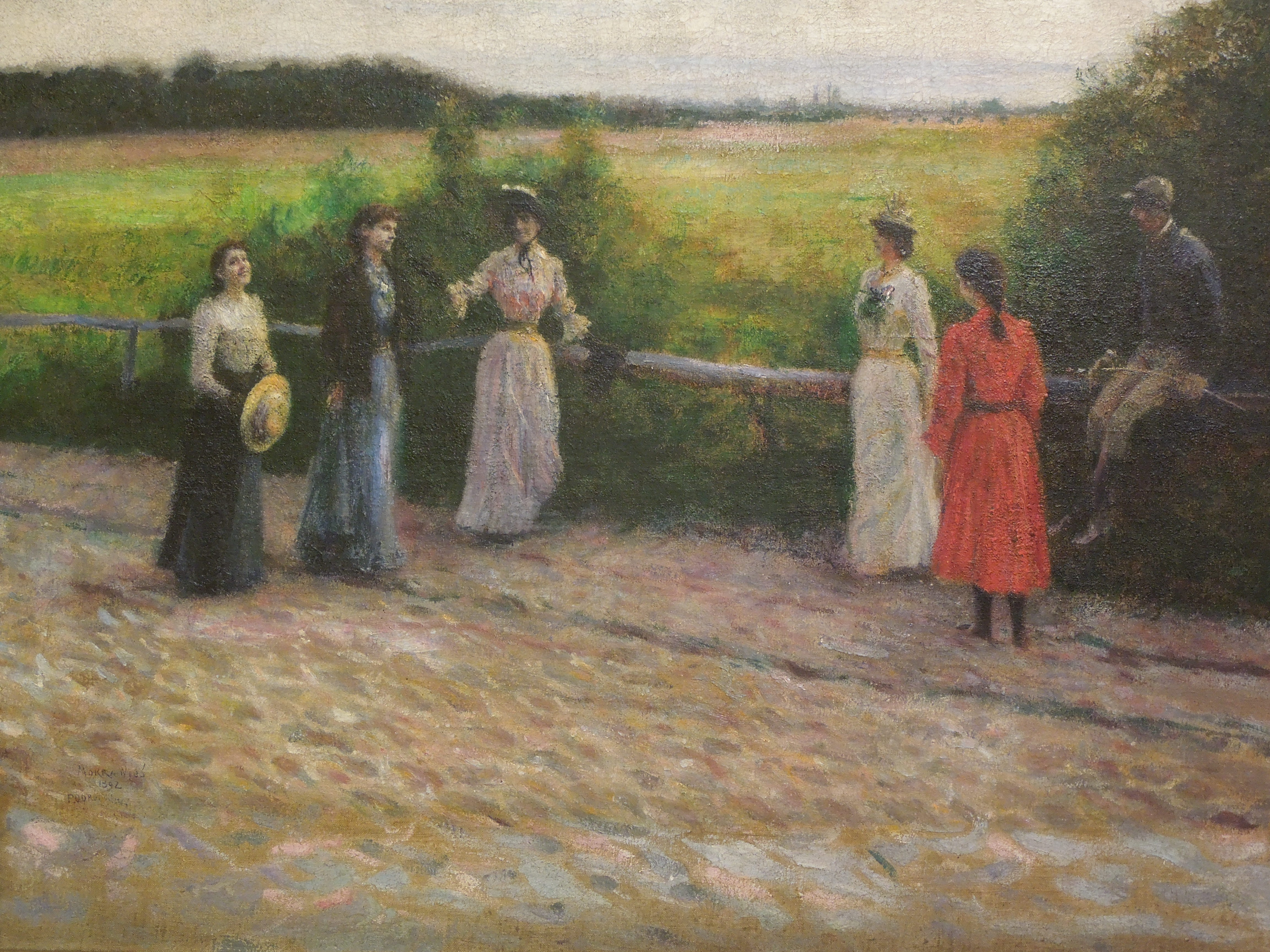
L'incontro, Museo nazionale di Wrocław